# 池袋第七女子寮
『池袋第七女子寮』（いけぶくろだいななじょしりょう）は、七瀬あゆむによる日本のパチスロ漫画作品。『パニック7ゴールド』（白夜書房刊）に連載されていた。
2010年10月に発売された単行本には『パニック7モバイル』で配信中の『夕菜と日菜』第1話～第3話も収録されている。

## 概要
日本有数のホール密集地である池袋。4人の男女を中心に、パチスロホールの状況、プロの立ち回り、ライバルとの熾烈な争いを描く作品。
毎回人気機種が登場し、攻略する模様が紹介されている。

## 登場人物
白石ユウキ
大学の学費は全てパチスロで稼ぐ、一匹狼的なスロプロ。
素行に問題のある落ちこぼれや学費を払う当てが無くなった学生が集まる、第七女子寮に住んでいる。
黒木オサム
ユウキのスロ仲間で風俗スカウトマン。実はユウキのことを以前から知っている。
赤星エリイ
ユウキと同じ大学に通う赤星財閥の孫娘。8年前に両親を事故で亡くし、それ以後は祖父の下で大事に育てられてきた。
元々は金持ちのお嬢様学生が入る、第一女子寮にいた。
青山アキラ
多額の借金を抱え、身を隠すために叔母が寮母を勤める第七女子寮へ管理人としてやってきた。見た目は大人しく真面目だが、ギャンブルジャンキーの一面を持つ。
エリイを丸め込み、金ヅルにしようと考えるが・・・